# Thomas Lennartz
Thomas Lennartz est un organiste, chef de chœur et compositeur allemand, né à Hanovre le 31 juillet 1971.

## Biographie

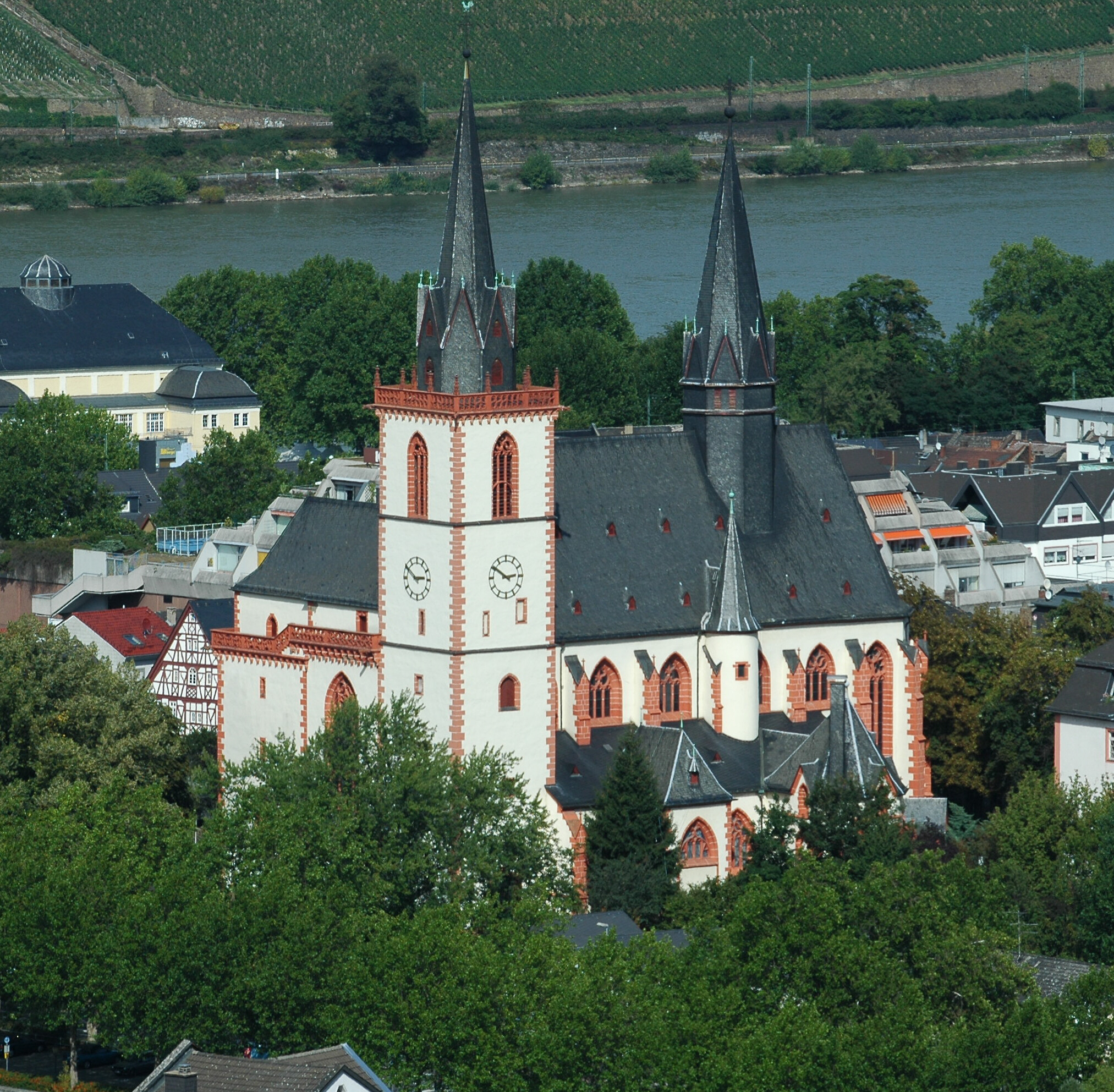
St. Martin in Bingen

Thomas Lennartz a suivi des études de musique d'église catholique à la Hochschule für Musik (faculté de musique) de sa ville natale, et aussi à Cologne et Leipzig. Il obtint le brevet « A » dans cette matière. Lennartz a complété sa formation au Conservatoire national supérieur de musique et de danse de Paris. Après ses études il fut cantor régional de la diocèse de Mayence à la Basilique Saint-Martin de Bingen, pour l'institut épiscopal de musique sacrée de Mayence. 2008 il devient organiste à la Cathédrale de la Sainte-Trinité de Dresde.